# Joanne (албум)
Joanne је пети студијски албум америчке певачице Лејди Гаге издат 21. октобра 2016. године.

## Списак песама
1. Diamond Heart 3:30
2. A-Yo 3:28
3. Joanne 3:17
4. John Wayne 2:54
5. Dancin' in Circles 3:27
6. Perfect Illusion 3:02
7. Million Reasons 3:25
8. Sinner's Prayer 3:43
9. Come to Mama 4:15
10. Hey Girl 4:15
11. Angel Down 3:49